# لويس هرنانديز (عداء مسافات طويلة)
لويس هرنانديز (بالإسبانية: Luis Hernández) هو عداء مسافات طويلة مكسيكي، ولد في 13 فبراير 1955.

## وصلات خارجية
- لويس هرنانديز على موقع أوليمبيديا (الإنجليزية)